# Europees Verdrag voor de Rechten van de Mens
Het Europees Verdrag voor de Rechten van de Mens (EVRM), officieel Verdrag tot Bescherming van de Rechten van de Mens en de Fundamentele Vrijheden, is een Europees verdrag waarin mensen- en burgerrechten voor alle inwoners van de verdragsluitende staten zijn geregeld. Het verdrag is op 4 november 1950 ondertekend in Rome. Het werd opgesteld binnen de Raad van Europa, in navolging van de Universele Verklaring van de Rechten van de Mens van de Verenigde Naties. Sindsdien is het uitgebreid met 16 protocollen. Het EVRM verbiedt onder andere het opleggen van de doodstraf (althans, in het zesde Protocol). Het toezicht op de naleving van het EVRM legt het verdrag bij het Europees Hof voor de Rechten van de Mens (EHRM).
Met name de invoering van het elfde protocol in 1998 was ingrijpend. Tot 1998 was het Europees Verdrag voor de Rechten van de Mens alleen geldig in landen die het verdrag hadden geratificeerd. Sinds 1998 is het verdrag bindend voor alle lidstaten van de Raad van Europa. Ratificatie van het EVRM geldt als noodzakelijke voorwaarde om lid te kunnen worden van de Raad van Europa.
Ratificatie van het EVRM is overigens ook voorwaarde om lid te kunnen worden van de Europese Unie (EU), en de EU heeft als doelstelling om partij te worden bij het verdrag, maar dit is vooralsnog niet gebeurd. Een in 2014 door de Europese Commissie gevraagd advies aan het Hof van Justitie in Luxemburg, over verenigbaarheid ervan met het recht van de EU, viel negatief uit. De EU en de Raad van Europa hervatten de onderhandelingen in 2020.

## Directe werking
In Nederland, België en Frankrijk heeft het verdrag directe werking: de desbetreffende rechterlijke macht moet alle wetgeving en bestuur direct aan het EVRM toetsen (Art. 94 Grondwet, NL; Art. 34 Grondwet en het Smeerkaasarrest, BE; Art. 55 Const., FR). In andere lidstaten kan dit anders liggen. Duitsland kent bijvoorbeeld geen directe werking toe aan internationaal recht, zodat dit alvorens het in de Duitse rechtsorde in werking kan treden, eerst moet worden omgezet door middel van een Bondswet (Bundesgesetz). Het EVRM is in Duitsland omgezet bij Bondswet van 7 augustus 1952. Omdat het EVRM in Duitsland gelding heeft als (gewone) Bondswet heeft bijvoorbeeld het Duitse Grundgesetz altijd voorrang. Wanneer dit niet overeenstemt met het EVRM dan is de Duitse staat in gebreke. In Nederland heeft het EVRM een belangrijkere functie, omdat het hier niet is toegestaan om wetten in formele zin te toetsen aan de Grondwet. Als in Nederland een wet bijvoorbeeld in strijd is met het grondrecht van de vrijheid van meningsuiting, dan is geen beroep op art. 7 van de Nederlandse Grondwet mogelijk, maar wel een beroep op art. 10 EVRM. Het EVRM is ook moderner van opzet, in die zin dat de Nederlandse grondwet elke uitzondering "bij wet" toestaat, terwijl het EVRM precies vermeldt in welke gevallen uitzonderingen mogen worden gemaakt (want grondrechten zijn maar zelden absoluut).
Die directe werking in Nederland brengt met zich mee dat personen in Nederland bij de rechter tegen beslissingen van de overheid ook bepalingen uit het EVRM kunnen inroepen, zoals een vreemdeling bij een dreigende uitzetting kan wijzen op artikel 3 EVRM indien het een land betreft waar voor diegene gevaar dreigt of geen menswaardig bestaan te verwachten valt, of op artikel 8 EVRM indien een "gescheiden uitzetting" dreigt, dat wil zeggen van iemand met gezinsleden in Nederland die niet met hem of haar zouden kunnen meereizen. 

### Enkele baanbrekende zaken in Nederland
Voorbeeld van een geval waarin — in een vreemdelingenrechtelijke zaak — met succes een dergelijk beroep werd gedaan, is de uitspraak van de Rechtbank Den Haag van 17 juni 2008. Daarin werd de uitzetting van een wegens (drugs-)criminaliteit ongewenst verklaarde Marokkaan belet, doordat zijn Nederlandse echtgenote en dochter niet in Marokko zouden kunnen aarden indien zij hem zouden moeten volgen. De rechtbank was van oordeel dat er in dit geval sprake is van onoverkomelijke dan wel significante belemmeringen om het gezinsleven in eisers land van herkomst uit te oefenen. Afweging van al deze belangen leidde tot de conclusie dat het besluit tot ongewenstverklaring was genomen in strijd met artikel 8 van het EVRM. Overigens werd betreffende uitspraak gedaan nadat de eiser al in oktober 2007 was uitgezet naar Marokko.
De arresten van het EHRM inzake Boultif vs. Zwitserland (JV 2001/254) en Üner vs. Nederland (JV 2005/305) m.b.t. art. 8 EVRM bieden in zulke gevallen aanknopingspunten voor die belangenafweging.
In de zaak Boultif heeft het EHRM een aantal guiding principles geformuleerd die in acht moeten worden genomen bij het onderzoek naar de vraag of een maatregel van uitzetting noodzakelijk is in een democratische samenleving. 
In de zaak Üner heeft het EHRM toegevoegd de belangen en het welzijn van de kinderen, met name de ernst van de moeilijkheden die de kinderen in het land van herkomst tegemoet gaan.
Eind 2019 besliste de Hoge Raad in cassatie dat de Nederlandse staat verplicht is de uitstoot van CO2 al in 2020 met 25 procent te verminderen ten opzichte van 1990. In die zaak had Urgenda een beroep gedaan op de artikelen 2 en 8 van het EVRM.

## Beroep op het EVRM
Indien burgers menen dat hun rechten voortkomend uit het EVRM door hun overheid worden geschaad, moet eerst zonder resultaat tot aan de hoogst mogelijke rechterlijke instantie in het eigen land geprocedeerd zijn. Daarna kunnen ze eventueel een verzoekschrift indienen bij het Europees Hof voor de Rechten van de Mens (EHRM), waarvan de statuten ook in het EVRM zijn vastgelegd. Het hof zetelt in Straatsburg en hanteert als officiële talen alleen Engels en Frans. Het moet niet worden verward met het Europees Hof van Justitie in Luxemburg.

## Inhoud
- art. 1: Verplichting van lidstaten zich te houden aan de rechten en toe te passen op iedereen binnen hun rechtsmacht.
- art. 2: recht op leven
- art. 3: verbod van  foltering
- art. 4: verbod van slavernij en dwangarbeid
- art. 5: recht op vrijheid en veiligheid
- art. 6: recht op een eerlijk proces en toegang tot de rechter
- art. 7: geen straf zonder wet: legaliteitsbeginsel
- art. 8: recht op bescherming van de privésfeer, waaronder valt: privacy en bescherming van het gezin (voluit: recht op eerbiediging van privé-, familie- en gezinsleven)
- art. 9: vrijheid van gedachte, geweten en godsdienst
- art. 10: vrijheid van meningsuiting
- art. 11: vrijheid van vergadering
- art. 12: recht op huwelijk
- art. 13: recht op daadwerkelijk rechtsmiddel
- art. 14: verbod op discriminatie
- art. 15: afwijkingen indien ten tijde van oorlog of noodsituatie
- art. 16: beperkingen op politieke activiteiten van vreemdelingen
- art. 17: rechten in het verdrag mogen niet beperkt worden in naam van ander recht
- art. 18: toegestane beperkingen op de rechten en vrijheden mogen alleen gebruikt worden waarvoor ze bedoeld zijn: verbod op détournement de pouvoir

### Protocollen
Naast de artikelen van het verdrag bestaan er sinds 2010 15 Protocollen. Sommige van deze doen een aanpassing aan de artikelen van het verdrag, anderen breiden het verdrag uit. 
Protocol 1: 
- Artikel 1: Recht op eigendom. Zie ook Artikel 1 van het Eerste Protocol.
- Artikel 2: Recht op onderwijs, waaronder recht op onderwijs in eigen levensovertuiging.
- Artikel 3: Recht op regelmatige, vrije, en geheime verkiezingen.

Protocol 4: rechten rondom gevangenzetting, vrijheid van beweging (binnen een land), uitzetting van groepen 
Protocol 6: Beperkingen op de doodstraf
Protocol 7: 
- Artikel 1: recht op eerlijke procedures voor legaal verblijvende buitenlanders die worden uitgezet.
- Artikel 2: het recht van beroep in strafzaken.
- Artikel 3: schadevergoeding voor de slachtoffers van gerechtelijke dwalingen.
- Artikel 4: beperking op vervolging voor daden waarover al een rechtelijke uitspraak is geweest.
- Artikel 5: gelijkheid tussen echtgenoten.

Protocol 12: Algemeen verbod op discriminatie
Protocol 13: Volledige afschaffing van de doodstraf